# Lapispatakújtelep
Lapispatakújtelep (szlovákul: Nová Polhora) község Szlovákiában, a Kassai kerület Kassa-környéki járásában.

## Fekvése
Kassától 14 km-re északkeletre, a Tarca bal oldalán fekszik.

## Története
Szlovákia egyik legfiatalabb községe 1942-ben önállósult Lapispatak területéből.

## Népessége
| Év:            | 1994. | 2004.    | 2014.   | 2024.    |
| -------------- | ----- | -------- | ------- | -------- |
| Emberek száma: | 360   | 421      | 432     | 548      |
| Eltérés:       |       | +16,94 % | +2,61 % | +26,85 % |

| Év:            | 2023. | 2024.   |
| -------------- | ----- | ------- |
| Emberek száma: | 528   | 548     |
| Eltérés:       |       | +3,78 % |

2001-ben 429 lakosából 420 szlovák volt.
2011-ben 425 lakosából 406 szlovák.

## Nevezetességei
Krisztus király tiszteletére szentelt római katolikus temploma 1993-ban épült.